# Ampedus lepidus
Ampedus lepidus là một loài bọ cánh cứng trong họ Elateridae. Loài này được Mäklin miêu tả khoa học năm 1878.